# Kreis Wittenberg
| Basisdaten                                           | Basisdaten                                               |
| ---------------------------------------------------- | -------------------------------------------------------- |
| Bezirk der DDR                                       | Halle                                                    |
| Kreisstadt                                           | Lutherstadt Wittenberg                                   |
| Fläche                                               | 609 km² (1989)                                           |
| Einwohner                                            | 91.640 (1989)                                            |
| Bevölkerungsdichte                                   | 150 Einwohner/km² (1989)                                 |
| Kfz-Kennzeichen                                      | K und V (1953–1990) KY und VY (1974–1990) WB (1991–1994) |
|                                                      |                                                          |
| Kreis Wittenberg im Bezirk Halle (anklickbare Karte) |                                                          |

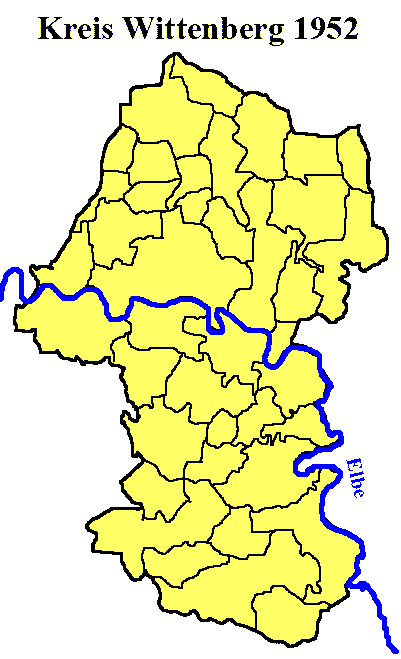
Gliederung des Kreises Wittenberg nach Gemeinden 1952

Der Kreis Wittenberg war seit 1952 ein Landkreis im Bezirk Halle der DDR. Ab 1990 bestand er als Landkreis Wittenberg im Land Sachsen-Anhalt fort. Sein Gebiet gehört seit 1994 zum Landkreis Wittenberg in Sachsen-Anhalt. Der Sitz der Kreisverwaltung befand sich in Lutherstadt Wittenberg.

## Geographie
Nachbarkreise
Der Kreis Wittenberg grenzte im Uhrzeigersinn im Norden beginnend an die Kreise Belzig und Jüterbog (Bezirk Potsdam), Jessen (Bezirk Cottbus), Torgau und Eilenburg (Bezirk Leipzig), Gräfenhainichen und Roßlau (Bezirk Halle). 

## Geschichte
Ein Landkreis Wittenberg bestand bereits von 1816 bis 1952 in der preußischen Provinz Sachsen und dem Land Sachsen-Anhalt. Bei der DDR-Verwaltungsreform, die am 25. Juli 1952 in Kraft trat, entstand der neue, kleinere Kreis Wittenberg im Bezirk Halle. Der alte Landkreis Wittenberg gab dabei die folgenden Gemeinden ab:
- an den neuen Kreis Jüterbog im Bezirk Potsdam

Blönsdorf mit Kurzlipsdorf und Mellnsdorf
Danna mit Eckmannsdorf
Feldheim mit Schwabeck
Marzahna mit Schmögelsdorf
Schönefeld
Wergzahna
- an den neuen Kreis Torgau im Bezirk Leipzig

Dahlenberg
Wörblitz mit Greudnitz und Proschwitz
- an den neuen Kreis Gräfenhainichen im Bezirk Halle

Bergwitz mit Klitzschena
Radis
Rotta mit Gniest und Reuden
Schleesen mit Naderkau
Selbitz
Uthausen
- an den neuen Kreis Jessen im Bezirk Cottbus

Elster mit Gielsdorf und Iserbegka
Listerfehrda
Der neue Kreis Wittenberg umfasste folgende Gemeinden:
Stadt Lutherstadt Wittenberg mit Piesteritz, Trajuhn und Wiesigk
Stadt Bad Schmiedeberg mit Großwig, Moschwig, Patzschwig und Splau
Stadt Kemberg mit Gaditz
Stadt Pretzsch mit Körbin und Merschwitz
Stadt Zahna
Gemeinde Apollensdorf, am 1. Januar 1974 in die Lutherstadt Wittenberg eingemeindet
Gemeinde Ateritz
Gemeinde Bleddin, am 11. Oktober 1965 mit Globig zur neuen Gemeinde Globig-Bleddin zusammengeschlossen
Gemeinde Boßdorf
Gemeinde Bülzig
Gemeinde Dabrun
Gemeinde Dietrichsdorf
Gemeinde Dorna
Gemeinde Euper
Gemeinde Eutzsch
Gemeinde Gallin, am 1. Mai 1974 nach Mühlanger eingemeindet
Gemeinde Globig, am 11. Oktober 1965 mit Globig zur neuen Gemeinde Globig-Bleddin zusammengeschlossen
Gemeinde Globig-Bleddin, am 11. Oktober 1965 durch den Zusammenschluss von Bleddin und Globig gebildet
Gemeinde Grabo, am 11. Oktober 1965 nach Straach eingemeindet
Gemeinde Jahmo, am 1. Mai 1974 nach Kropstädt eingemeindet
Gemeinde Kerzendorf, am 11. Oktober 1965 nach Boßdorf eingemeindet
Gemeinde Klebitz
Gemeinde Korgau
Gemeinde Kropstädt
Gemeinde Leetza
Gemeinde Meuro
Gemeinde Mochau
Gemeinde Mühlanger
Gemeinde Nudersdorf
Gemeinde Ogkeln, am 1. Januar 1974 nach Meuro eingemeindet
Gemeinde Pratau
Gemeinde Priesitz
Gemeinde Rackith
Gemeinde Rahnsdorf, am 1. Mai 1974 nach Klebitz eingemeindet
Gemeinde Reinharz
Gemeinde Reinsdorf
Gemeinde Schmilkendorf
Gemeinde Schnellin
Gemeinde Seegrehna
Gemeinde Straach
Gemeinde Thießen, am 1. Januar 1974 nach Mochau eingemeindet
Gemeinde Trebitz
Gemeinde Wartenburg
Gemeinde Zörnigall
Nach 1990
Am 6. Mai 1990 fanden in der DDR die ersten freien Kommunalwahlen statt. Am 17. Mai 1990 wurde der Kreis in Landkreis Wittenberg umbenannt. Durch das Ländereinführungsgesetz von 1990 wurde das Land Sachsen-Anhalt am 14. Oktober 1990, dem Tag der Landtagswahl, erneut errichtet. Dabei wurden die Bezirke Halle und Magdeburg (ohne den Landkreis Artern) zusammengeführt. Der Landkreis Jessen (Bezirk Cottbus) wurde ein Teil Sachsen-Anhalts. Durch die gesellschaftliche Neuordnung entstand eine neue Struktur der Verwaltung. Bis 1991 verringerte sich die Anzahl der Gemeinden durch weitere Eingemeindungen im Landkreis Wittenberg auf 28. Der Landkreis Wittenberg hatte eine Größe von 609 Quadratkilometern und zählte bei einer Einwohnerzahl von 89146 (1991), in der Folge 146 Einwohner pro Quadratkilometer. Er erstreckte sich 40 km in Nord-Süd-Richtung und 21 km in Ost-West-Richtung. Im Rahmen der ersten Kreisgebietsreform kam es am 1. Juli 1994 zur Vereinigung der Landkreise Wittenberg, Jessen und der Mehrzahl der Gemeinden des Landkreises Gräfenhainichen zum neuen Landkreis Wittenberg.

## Politik
Vorsitzender des Rates des Kreises Wittenberg
- 1952–1959: Albin Fleischmann
- 1959–1967: Heinz Block
- 1967–1971: Rolf Hoppe
- 1972–1988: Werner John
- 1988–1989: Siegfried Beiche
- 1989–1990: Werner Engelmann

Landrat
- 1990–1994 Wulf Littke

## Verkehr
In der Kreisstadt kreuzten sich die Fernverkehrsstraßen F 2 Potsdam–Leipzig und F 187 Roßlau–Jessen (Elster). Der Bahnhof Lutherstadt Wittenberg war Kreuzungspunkt der Bahnstrecken Berlin–Halle (Bahnhöfe bzw. Haltepunkte Klebitz, Zahna, Bülzig, Zörnigall, Pratau) und Roßlau–Falkenberg/Elster (Lutherstadt Wittenberg Piesteritz, Lutherstadt Wittenberg West, Lutherstadt Wittenberg Elbtor, Wendel, Mühlanger). Der Personenverkehr auf der Bahnstrecke Lutherstadt Wittenberg–Straach wurde 1959 eingestellt.

## Kfz-Kennzeichen
Nach 1952 erhielten die im Kreis zugelassenen Fahrzeuge Kennzeichen mit dem Anfangsbuchstaben K (wie im gesamten DDR-Bezirk Halle). Später kamen Kennzeichen mit dem Anfangsbuchstaben V hinzu. Den Kraftfahrzeugen (mit Ausnahme der Motorräder) und Anhängern wurden von etwa 1974 bis Ende 1990 dreibuchstabige Unterscheidungszeichen, die mit den Buchstabenpaaren KY und VY begannen, zugewiesen. Die letzte für Motorräder genutzte Kennzeichenserie war VY 00-01 bis VY 99-99.
Anfang 1991 erhielt der Landkreis das Unterscheidungszeichen WB.